# Anna von Hausswolff
Anna Michaela Ebba Electra von Hausswolff (Gotemburgo, Suecia, 6 de septiembre de 1986), conocida simplemente como Anna von Hausswolff, es una cantautora, compositora, pianista y organista sueca.

## Primeros años
Anna Von Hausswolff nació en la ciudad de Gotemburgo, en Suecia. Es hija del famoso artista y compositor Carl Michael von Hausswolff. Antes de comenzar su carrera en el mundo de la música, estudió arquitectura en la Chalmers University of Technology.

## Carrera musical
Anna von Hausswolff lanzó su primer single, Track of Time, el 5 de febrero de 2010. Ese mismo año sale a la luz su primer álbum de estudio, Singing From the Grave, que fue bien recibido y obtuvo críticas favorables en Suecia. Desde el año 2009 hasta el año 2011 actuó en numerosos festivales de música en Suecia, y además fue telonera de importantes grupos y cantantes como Tindersticks, Lykke Li o M. Ward. Hausswolff destaca ante todo por su expresiva voz y sus actuaciones en directo, y en ocasiones se la ha comparado con otras cantantes como Kate Bush.
El 9 de julio de 2013 se lanza en Estados Unidos su segundo álbum de estudio, Ceremony, de la mano de Other Music Recording Co. Bob Boilen, de National Public Radio, se mostró entusiasta con él y dijo: (...) espero encontrar un álbum como Ceremony cada año. Un disco extraño, reflexivo e inspirador para una noche (...) o para una tarde con velas. Ya tengo uno para 2013. Además, se presentó en programas de radio como WNYC Soundcheck, y también en The New York Times o Pitchfork.
El 13 de noviembre de 2015 presentó The Miraculous, su tercer álbum. Tres años más tarde, el 2 de marzo de 2018, se puede escuchar Dead Magic, su cuarto y hasta ahora último álbum de estudio, compuesto por cinco canciones. Supone la consagración de Anna von Hausswolff con su disco más oscuro y complejo. El álbum está producido por Randall Dunn, quien ya había trabajado con bandas como Sunn O))). Las canciones fueron en parte grabadas con el órgano de la Iglesia de Mármol de Copenhague. Anna von Hausswolff declaró, haciendo referencia a su álbum, que "espera que los oyentes acepten el misterio y la ambigüedad en una sociedad extremadamente materialista, donde todo necesita ser explicado".

## Estilo
El estilo musical, en ocasiones gótico, de Anna von Hausswolff ha sido también descrito como art pop, drone y post-metal, y con "una yuxtaposición de luz y oscuridad". The Guardian se ha referido a él como un "pop funeral". Su trabajo de 2015, The Miraculous, fue destacado por su "esplendor gótico". Por otro lado, su voz ha sido a menudo asociada con la de Nico, también con la de la soprano peruana Yma Sumac, la de Kate Bush o la de Siouxsie Sioux. Su estilo se ha identificado a veces con el género krautrock, con sonidos que recuerdan a Swans o a Einstürzende Neubauten.
El órgano siempre adquiere un papel muy importante en su música. En una entrevista en The National, con motivo de su álbum de 2018, habló del duro trabajo que supone el instrumento: "Trabajas con las manos y con los pies, y necesitas esas pausas en las que tocas la flauta o la trompeta. Si estás tocando muy rápido es como si estuvieses bailando, tienes que mover todo el cuerpo para que salga bien".

## Discografía
- Track of Time (EP, 2010)
- Singing From the Grave (2010)
- Ceremony (2013)
- The Miraculous (2015)
- Dead Magic (2018)
- All Thoughts Fly (2020)
- Live at Montreux Jazz Festival (2022)